# 瓦伦蒂诺·德加尼
瓦伦蒂诺·德加尼（義大利語：Valentino Degani，1905年2月14日—1974年），意大利男子足球运动员。他曾代表意大利国家队参加1928年夏季奥林匹克运动会足球比赛，获得一枚铜牌。